# NGC 6560
NGC 6560 ist eine Balken-Spiralgalaxie vom Hubble-Typ SBbc im Sternbild Herkules am Nordsternhimmel. Sie ist schätzungsweise 324 Millionen Lichtjahre von der Milchstraße entfernt und hat einen Durchmesser von etwa 110.000 Lichtjahren.
Das Objekt wurde am 22. Oktober 1886 von Lewis A. Swift entdeckt.